# Cortinarius subarcheri
Cortinarius subarcheri är en svampart som beskrevs av Cleland 1928. Cortinarius subarcheri ingår i släktet Cortinarius och familjen spindlingar.   Inga underarter finns listade i Catalogue of Life.